# ドラマ6
『ドラマ6』（ドラマシックス）は、2010年4月5日からBS朝日が編成しているテレビドラマの再放送枠である。編成時間は毎週月曜 - 木曜 18:00 - 19:55（日本標準時）。

## 概要
テレビ朝日の『木曜ミステリー』枠で放送されていた作品や相棒シリーズの作品を放送することが多い。
本枠が2時間ドラマを放送する日には、直後の時間帯に編成されている『ドラマ7』が休止になる。また、同時間帯にスーパーベースボールまたはAFCチャンピオンズリーグの中継がある日には、本枠も『ドラマ7』も休止になる。
2013年からは必殺シリーズの作品も放送している。

## この枠で放送される主なシリーズ
- 相棒
- 科捜研の女
- 新・科捜研の女
- 京都地検の女
- 京都迷宮案内
- 新・京都迷宮案内
- おみやさん
- その男、副署長
- 警視庁捜査一課9係
- 臨場
- 必殺シリーズ
- 警視庁・捜査一課長
- 刑事110キロ
- 最強のふたり〜京都府警 特別捜査班〜
- 女たちの特捜最前線
- 捜査地図の女